# Chrysopa chi
Chrysopa chi är en insektsart som beskrevs av Fitch 1855. Chrysopa chi ingår i släktet Chrysopa och familjen guldögonsländor. Inga underarter finns listade i Catalogue of Life.